# Maryna Kylypko
Maryna Kylypko (Ucrania, 10 de noviembre de 1995) es una atleta ucraniana especializada en la prueba de salto con pértiga, en la que consiguió ser medallista de bronce europea en pista cubierta en 2017.

## Carrera deportiva
En el Campeonato Europeo de Atletismo en Pista Cubierta de 2017 ganó la medalla de bronce en el salto con pértiga, con un salto por encima de 4.55 metros, tras la griega Ekaterini Stefanidi (oro con 4.85 metros) y la alemana Lisa Ryzih (plata con 7.75 metros).